# C4 modell

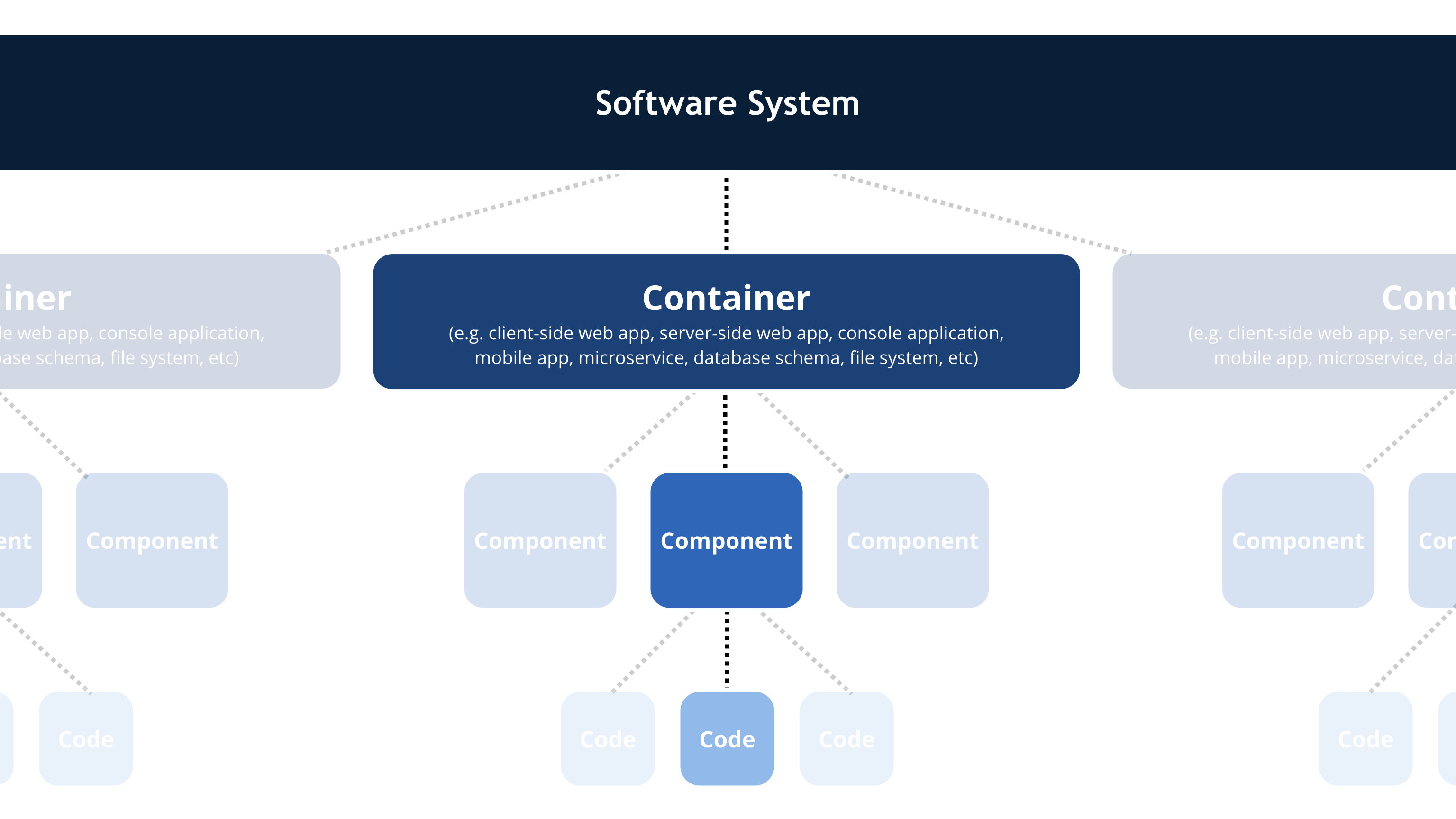
A C4 modell absztrakciói: Egy szoftverrendszer egy vagy több konténerből áll (például webalkalmazásokból, adatbázisokból stb.), amelyek mindegyike egy vagy több komponenst tartalmaz. Ezeket a komponenseket pedig egy vagy több kódelem (osztály, interfész, objektum, függvény stb.) valósítja meg.

A C4 modell egy letisztult, grafikus jelölésrendszer, amelyet szoftverrendszerek architektúrájának modellezésére használnak. Egy strukturális felbontáson – vagyis hierarchikus faszerkezeten – alapul, amely a rendszert konténerekre és komponensekre bontja. A részletesebb bontáshoz meglévő modellezési technikákra, például az Egységes Modellezési Nyelvre (UML) vagy az entitás-kapcsolat diagramokra (ERD) támaszkodik.

## Története

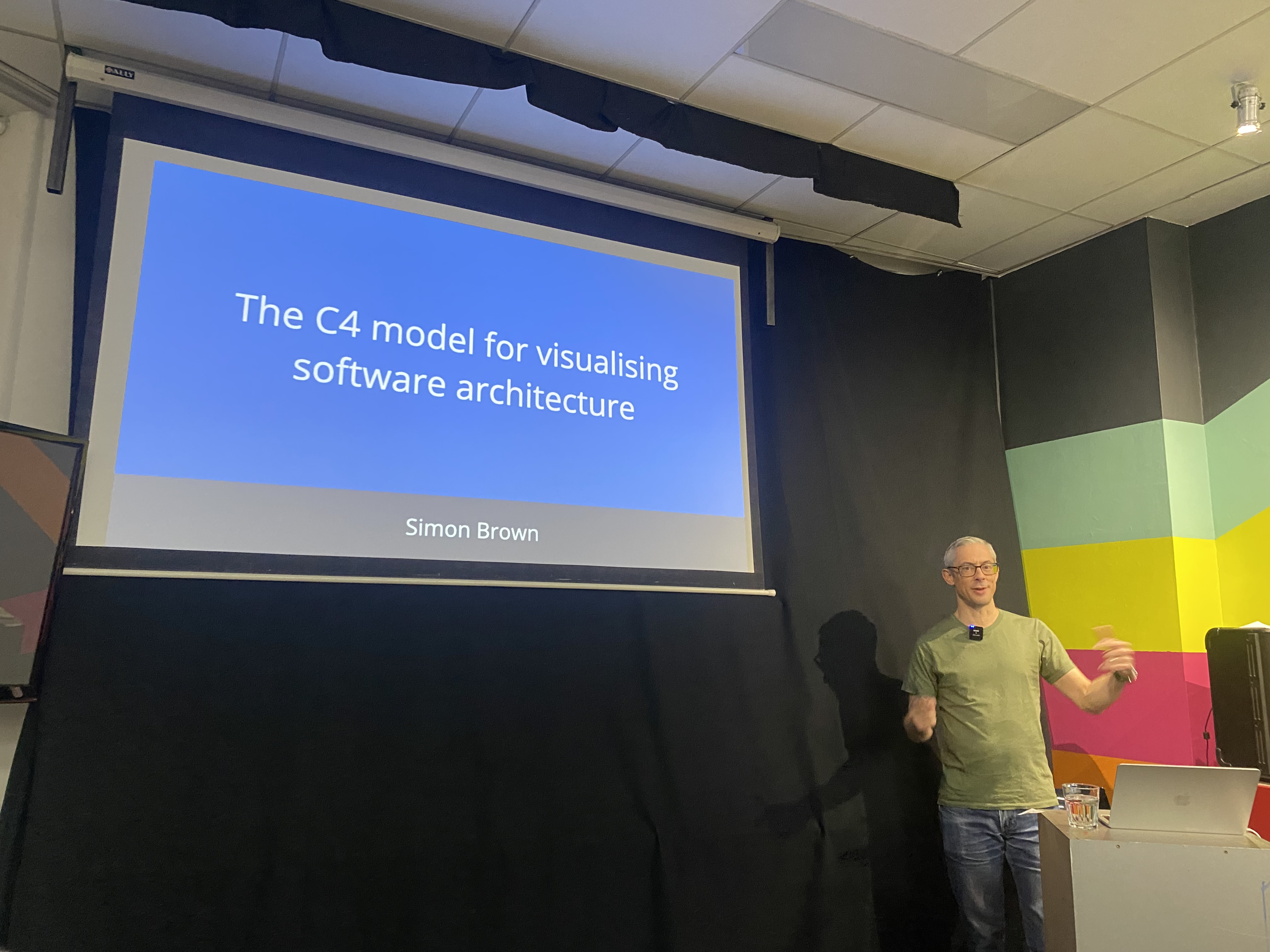
Simon Brown C4 modellről szóló technikai előadása Dublinban 2025-ben

A C4 modellt Simon Brown szoftvertervező alkotta meg 2006 és 2011 között, az Egységes Modellezési Nyelv (UML) és a 4+1 architekturális nézetmodell alapjaira építve. Egy hivatalos weboldal elindítása Creative Commons licenc alatt, valamint egy 2018-ban megjelent cikk hozzájárult a módszer szélesebb körű elterjedéséhez.

## Áttekintés
A C4 modell egy szoftverrendszer architektúráját dokumentálja több nézőpont bemutatásával, amelyek szemléltetik a rendszer konténerekre és komponensekre való felbontását, ezeknek az elemeknek a kapcsolatát, valamint ahol releváns a felhasználókkal való viszonyát is.
A nézőpontok hierarchikus szintjük szerint vannak rendszerezve:
- Kontextusdiagramok (1. szint): bemutatják a vizsgált rendszert, valamint annak kapcsolatát a felhasználókkal és más rendszerekkel.
- Konténerdiagramok (2. szint): a rendszert egymással összefüggő konténerekre bontják. Egy konténer lehet például egy alkalmazás vagy egy adattároló.
- Komponensdiagramok (3. szint): a konténereket tovább bontják egymással kapcsolatban álló komponensekre, és ezek kapcsolatát más konténerekkel vagy rendszerekkel is ábrázolják.
- Kóddiagramok (4. szint): további részleteket adnak az architekturális elemek felépítéséről, amelyeket már közvetlenül a forráskódhoz lehet kapcsolni. Ezen a szinten a C4 modell meglévő jelöléseket használ, mint például az Egységes Modellezési Nyelv (UML), az entitás-kapcsolat diagramok (ERD) vagy az integrált fejlesztői környezetek (IDE) által generált ábrák.

Az 1-től 3. szintig a C4 modell öt alapvető diagram-összetevőt használ: személyek, szoftverrendszerek, konténerek, komponensek és kapcsolatok. A módszer nem ír elő semmilyen kötöttséget az elemek elrendezésére, alakjára, színére vagy stílusára vonatkozóan. Ehelyett egyszerű, egymásba ágyazott dobozokon alapuló diagramok használatát javasolja, amelyek elősegítik az interaktív, együttműködésen alapuló ábrázolást. A technika egyben támogatja a helyes modellezési gyakorlatokat is, például minden diagramhoz cím és jelmagyarázat megadását, valamint a világos és egyértelmű feliratozást, hogy a célközönség könnyebben megértse a tartalmat.
A C4 modell lehetővé teszi a közös, vizuális architektúratervezést, valamint támogatja a folyamatosan fejlődő architektúra kialakítását olyan agilis csapatokban, ahol nincs igény a formális dokumentációs módszerekre vagy a részletesen megtervezett kezdeti architektúrára.

## Fordítás
Ez a szócikk részben vagy egészben  a   C4 model című angol Wikipédia-szócikk ezen változatának fordításán alapul.  Az eredeti cikk szerkesztőit annak laptörténete sorolja fel. Ez a jelzés csupán a megfogalmazás eredetét és a szerzői jogokat jelzi, nem szolgál a cikkben szereplő információk forrásmegjelöléseként.

## Kapcsolódó szócikk
- Szoftverarchitektúra